# Carex nodaeana
Carex nodaeana är en halvgräsart som beskrevs av A.I. Baranov och Boris Vassilievich Skvortsov. Carex nodaeana ingår i släktet starrar, och familjen halvgräs. Inga underarter finns listade i Catalogue of Life.